# István Ilku
István Ilku (ur. 6 marca 1933 w Budapeszcie  – zm. 17 kwietnia 2005 w Dorog) – piłkarz węgierski grający na pozycji bramkarza. W swojej karierze rozegrał 10 meczów w reprezentacji Węgier.

## Kariera klubowa
Całą swoją karierę piłkarską Ilku spędził w klubie Dorogi Bányász. W sezonie 1953 zadebiutował w nim w pierwszej lidze węgierskiej. W klubie tym rozegrał 404 mecze i strzelił w nich 1 gola. Z Dorogi Bányász nie osiągnął większych sukcesów. Swoją karierę zakończył w 1968 roku.

## Kariera reprezentacyjna
W reprezentacji Węgier Ilku zadebiutował 29 lutego 1956 roku w wygranym 4:1 towarzyskim spotkaniu z Libanem. W 1958 roku został powołany do kadry Węgier na mistrzostwa świata w Szwecji. Na nich wystąpił jeden raz, w meczu z Meksykiem (4:0).
W 1962 roku rozegrał Ilku jeden mecz na mistrzostwach świata w Chile, z Bułgarią (6:1). Od 1956 do 1963 roku rozegrał w kadrze narodowej 10 meczów.
| Mecze i gole w reprezentacji | Mecze i gole w reprezentacji | Mecze i gole w reprezentacji | Mecze i gole w reprezentacji | Mecze i gole w reprezentacji | Mecze i gole w reprezentacji | Mecze i gole w reprezentacji |
| #                            | Data                         | Stadion                      | Rywal                        | Wynik                        | Gol                          | Rozgrywki                    |
| 1956                         | 1956                         | 1956                         | 1956                         | 1956                         | 1956                         | 1956                         |
| ---------------------------- | ---------------------------- | ---------------------------- | ---------------------------- | ---------------------------- | ---------------------------- | ---------------------------- |
| 1.                           | 29.02.1956                   | Bejrut, Liban                | Liban                        | 4:1                          | 0                            | towarzyski                   |
| 2.                           | 03.06.1956                   | Bruksela, Belgia             | Belgia                       | 4:5                          | 0                            | towarzyski                   |
| 3.                           | 09.06.1956                   | Lizbona, Portugalia          | Portugalia                   | 2:2                          | 0                            | towarzyski                   |
| 4.                           | 15.07.1956                   | Budapeszt, Węgry             | Polska                       | 4:1                          | 0                            | towarzyski                   |
| 1958                         |                              |                              |                              |                              |                              |                              |
| 5.                           | 15.06.1958                   | Sandviken, Szwecja           | Meksyk                       | 4:0                          | 0                            | MŚ 1958                      |
| 1962                         |                              |                              |                              |                              |                              |                              |
| 6.                           | 29.04.1962                   | Budapeszt, Węgry             | Turcja                       | 2:1                          | 0                            | towarzyski                   |
| 7.                           | 03.06.1962                   | Rancagua, Chile              | Bułgaria                     | 6:1                          | 0                            | MŚ 1962                      |
| 1963                         |                              |                              |                              |                              |                              |                              |
| 8.                           | 05.05.1963                   | Sztokholm, Szwecja           | Szwecja                      | 1:2                          | 0                            | towarzyski                   |
| 9.                           | 19.05.1963                   | Budapeszt, Węgry             | Dania                        | 6:0                          | 0                            | towarzyski                   |
| 10.                          | 02.06.1963                   | Praga, Czechosłowacja        | Czechosłowacja               | 2:2                          | 0                            | towarzyski                   |